# Empoli Football Club 2023-2024
Questa voce raccoglie le informazioni riguardanti l'Empoli Football Club nelle competizioni ufficiali della stagione 2023-2024.

## Stagione
Nella stagione 2023-2024 l’Empoli disputa il 16º campionato a girone unico di Serie A, il 3° consecutivo nella massima serie.
La squadra esordisce nella stagione il 12 agosto, con l'eliminazione dalla Coppa Italia ai trentaduesimi per mano del Cittadella, squadra militante in Serie B. L'esordio in campionato avviene otto giorni dopo, nella gara interna persa di misura (0-1) contro l'Hellas Verona. Dopo ulteriori due sconfitte, entrambe per 2-0, contro Monza e Juve, alla quarta giornata i toscani subiscono una pesantissima sconfitta per 7-0 contro la Roma, che porta all'esonero di Zanetti, che lascia la squadra all'ultimo posto in classifica, con 0 gol segnati e 12 subiti. Richiamato in panchina Andreazzoli, dopo un'altra sconfitta (seppur per 0-1) con l'Inter, l'Empoli interrompe la striscia negativa, agganciando la prima vittoria stagionale contro la Salernitana, seguita da una sconfitta 3-0 in casa del Bologna e un pareggio a reti inviolate contro l'Udinese. La seconda vittoria è conseguita alla nona giornata col 2-0 alla Fiorentina, utile per uscire dalla zona retrocessione; tuttavia, nonostante una vittoria all'ultimo minuto col Napoli Campione d'Italia, cinque sconfitte (incluso un rocambolesco 3-4 contro il Sassuolo) e due pareggi nelle successive partite fanno precipitare la squadra al penultimo posto. Il girone d'andata si chiude con la sconfitta casalinga contro il Milan e con la squadra ferma a 13 punti.
Il girone di ritorno inizia con una sconfitta nello scontro retrocessione con il Verona, che causa l'esonero di Andreazzoli a favore di Davide Nicola, già protagonista di una clamorosa salvezza con la Salernitana nell'ultimo quarto della Serie A 2021-2022. Sotto la sua guida, la squadra inanella sei risultati positivi di fila, tre vittorie (un 3-0 contro il Monza, un 3-1 proprio con la Salernitana e un 3-2 maturato nei minuti finali contro il Sassuolo) e altrettanti pareggi (uno 0-0 contro il Genoa, e, soprattutto, due 1-1 contro una Fiorentina dalle ambizioni europee e contro una Juve frenata nella corsa scudetto). Questi risultati permettono ai toscani di ottenere 12 punti su 18 disponibili (uno in meno di quelli raccolti nell'intero girone di andata) e uscire dalla zona retrocessione, ma ci ritorna dopo quattro sconfitte consecutive contro Cagliari, Milan, Bologna e Inter. All'ultima giornata, Niang segna nel recupero il gol decisivo contro la Roma, che i toscani vincono per 2-1. Nonostante avesse il peggior attacco del campionato con 29 gol fatti, l'Empoli è salvo per il terzo anno consecutivo, mai successo fino a quel momento.

## Divise e sponsor
Lo sponsor tecnico per la stagione 2023-2024 è Kappa
L'Empoli conferma come main sponsor Computer Gross, azienda che distribuisce prodotti e servizi di informatica e telecomunicazione. Confermati il secondo sponsor Saint Gobain, come sleeve sponsor (presente sulla manica sinistra della maglia) Sammontana e il back sponsor Pediatrica.
La prima maglia è azzurra con i loghi bianchi. Il colletto è a forma a V.
La seconda maglia è bianca con i loghi azzurri. Il colletto è a forma a V.
La terza maglia è blu notte con i loghi gialli. Il colletto è a forma a V.
| Casa | Trasferta | Terza divisa |

## Organigramma societario
Area direttiva
- Presidente: Fabrizio Corsi
- Vice presidente e Amministratore delegato: Rebecca Corsi
- Collegio sindacale: Aldo Lolli, Cristiano Baldini, Claudio Calugi
- Direttore finanziario: Giacomo Ferrari
- Direttore organizzativo: Gianmarco Lupi
- Segretario generale: Stefano Calistri
- Segretario sportivo: Graziano Billocci

Area sportiva
- Direttore sportivo: Pietro Accardi
- Team Manager: Simone Giunti
- Responsabile scouting: Giuseppe Colucci
- Responsabile settore giovanile: Federico Bargagna
- Responsabile area tecnica settore giovanile: Matteo Silvestri
- Segretario settore giovanile: Alessio Vignoli

Area comunicazione
- Addetto stampa & Social Media Manager: Luca Casamonti
- Responsabile ufficio commerciale: Lorenzo Boldrini
- Slo: Marco Patrinostro
- Responsabile biglietteria: Francesco Assirelli
- Delegato gestione evento: Giuseppe Spazzoni
- Responsabile Empoli for chartity: Alessia Puccini

Area tecnica
- Allenatore: Paolo Zanetti (fino al 19 settembre 2023), Aurelio Andreazzoli (fino al 15 gennaio 2024), Davide Nicola
- Allenatore in seconda: Alberto Bertolini (fino al 19 settembre 2023), Giacomo Lazzini (fino al 15 gennaio 2024), Simone Barone
- Collaboratori tecnici: Nicola Beati (fino al 19 settembre 2023), Stefano Bianconi, Manuel Cacicia
- Preparatore dei portieri: Vincenzo Sicignano
- Preparatori atletici: Fabio Trentin (fino al 19 settembre 2023), Rocco Perrotta, Andrea Vieri, Gabriele Stoppino
- Recupero infortunati: Paolo Giordani
- Tecnico del drone e Match Analyst: Giampiero Pavone, Federico Barni
- Magazzinieri: Luca Batini, Sauro Spera

Area sanitaria
- Responsabile sanitario: Luca Gatteschi
- Medico sociale: Jacopo Giuliattini, Giuseppe Anania
- Fisioterapisti: Francesco Marino, Claudio Patti, Mirco Baldini, Francesco Brandinelli
- Nutrizionista: Marta Pieraccioli
- Podologo: Daniele Palla

## Rosa
Rosa aggiornata al 31 gennaio 2024.

## Calciomercato

### Sessione estiva(dal 01/07 al 01/09)
| Acquisti         | Acquisti              | Acquisti              | Acquisti                                          |
| R.               | Nome                  | da                    | Modalità                                          |
| ---------------- | --------------------- | --------------------- | ------------------------------------------------- |
| P                | Etrit Berisha         | Torino                | definitivo                                        |
| P                | Elia Caprile          | Napoli                | prestito                                          |
| D                | Bartosz Bereszyński   | Sampdoria             | prestito con diritto di riscatto                  |
| D                | Giuseppe Pezzella     | Parma                 | definitivo                                        |
| C                | Luca Belardinelli     | Südtirol              | fine prestito                                     |
| C                | Giovanni Crociata     | Cittadella            | fine prestito                                     |
| C                | Viktor Kovalenko      | Atalanta              | prestito                                          |
| C                | Youssef Maleh         | Lecce                 | prestito                                          |
| C                | Daniel Maldini        | Milan                 | prestito con diritto di riscatto e controriscatto |
| C                | Filippo Ranocchia     | Juventus              | prestito con diritto di riscatto e controriscatto |
| A                | Matteo Cancellieri    | Lazio                 | prestito con diritto di riscatto e controriscatto |
| A                | Mattia Destro         |                       | svincolato                                        |
| A                | Emmanuel Gyasi        | Spezia                | definitivo                                        |
| A                | Stiven Shpendi        | Cesena                | prestito con obbligo di riscatto condizionato     |
| A                | Emmanuel Ekong        | Perugia               | fine prestito                                     |
| Altre operazioni |                       |                       |                                                   |
| R.               | Nome                  | da                    | Modalità                                          |
| P                | Niccolò Chiorra       | Mantova               | fine prestito                                     |
| P                | Gabriel Meli          | Recanatese            | fine prestito                                     |
| D                | Samuele Angori        | Perugia               | definitivo                                        |
| D                | Francesco Donati      | Ascoli                | fine prestito                                     |
| D                | Nicolò Evangelisti    | Taranto               | fine prestito                                     |
| D                | Giuseppe Filì         | Messina               | fine prestito                                     |
| D                | Sebastiano Luperto    | Napoli                | definitivo                                        |
| D                | Leonardo Pezzola      | San Donato Tavarnelle | fine prestito                                     |
| D                | Alessio Rizza         | Piacenza              | fine prestito                                     |
| D                | Giacomo Siniega       | San Donato Tavarnelle | fine prestito                                     |
| D                | Sebastian Walukiewicz | Cagliari              | definitivo                                        |
| C                | Kristjan Asllani      | Inter                 | fine prestito                                     |
| C                | Nedim Bajrami         | Sassuolo              | fine prestito                                     |
| C                | Tommaso Fantacci      | Arzignano             | fine prestito                                     |
| C                | Alberto Grassi        | Parma                 | definitivo                                        |
| C                | Alessio Rossi         | San Donato Tavarnelle | fine prestito                                     |
| C                | Leo Štulac            | Palermo               | fine prestito                                     |
| A                | Francesco Caputo      | Sampdoria             | definitivo                                        |
| A                | Andrea La Mantia      | SPAL                  | fine prestito                                     |
| A                | Sam Lammers           | Sampdoria             | fine prestito                                     |

| Cessioni         | Cessioni               | Cessioni         | Cessioni       |
| R.               | Nome                   | a                | Modalità       |
| ---------------- | ---------------------- | ---------------- | -------------- |
| P                | Samir Ujkani           |                  | fine contratto |
| P                | Guglielmo Vicario      | Tottenham        | definitivo     |
| D                | Samuele Angori         | Pontedera        | prestito       |
| C                | Liam Henderson         | Palermo          | prestito       |
| D                | Koni De Winter         | Juventus         | fine prestito  |
| D                | Luca Marianucci        | Pro Sesto        | prestito       |
| D                | Fabiano Parisi         | Fiorentina       | definitivo     |
| C                | Jean-Daniel Akpa-Akpro | Lazio            | fine prestito  |
| C                | Filippo Bandinelli     | Spezia           | definitivo     |
| C                | Duccio Degli Innocenti | Lecco            | prestito       |
| C                | Nicolò Cambiaghi       | Atalanta         | fine prestito  |
| A                | Marko Pjaca            | Juventus         | fine prestito  |
| A                | Martín Satriano        | Inter            | fine prestito  |
| A                | Emanuel Vignato        | Bologna          | fine prestito  |
| Altre operazioni |                        |                  |                |
| R.               | Nome                   | a                | Modalità       |
| P                | Niccolò Chiorra        | Lucchese         | prestito       |
| P                | Gabriel Meli           | Recanatese       | definitivo     |
| D                | Samuele Angori         | Perugia          | fine prestito  |
| D                | Francesco Donati       | Lecco            | prestito       |
| D                | Nicolò Evangelisti     | Pineto           | prestito       |
| D                | Sebastiano Luperto     | Napoli           | fine prestito  |
| D                | Leonardo Pezzola       | Sambenedettese   | definitivo     |
| D                | Alessio Rizza          | Cittadella       | definitivo     |
| D                | Sebastian Walukiewicz  | Cagliari         | definitivo     |
| C                | Kristjan Asllani       | Inter            | definitivo     |
| C                | Nedim Bajrami          | Sassuolo         | definitivo     |
| C                | Tommaso Fantacci       | Monterosi Tuscia | definitivo     |
| C                | Alessio Rossi          | Foggia           | prestito       |
| C                | Alberto Grassi         | Parma            | fine prestito  |
| C                | Leo Štulac             | Palermo          | definitivo     |
| A                | Francesco Caputo       | Sampdoria        | fine prestito  |
| A                | Andrea La Mantia       | SPAL             | definitivo     |
| A                | Sam Lammers            | Atalanta         | fine prestito  |

### Sessione invernale(dal 02/01 al 31/01)
| Acquisti         | Acquisti         | Acquisti        | Acquisti                |
| R.               | Nome             | da              | Modalità                |
| ---------------- | ---------------- | --------------- | ----------------------- |
| D                | Saba Goglichidze | Torpedo Kutaisi | definitivo              |
| C                | Szymon Żurkowski | Spezia          | prestito                |
| A                | Alberto Cerri    | Como            | prestito                |
| A                | M'Baye Niang     | Adana Demirspor | definitivo (250 mila €) |
| Altre operazioni |                  |                 |                         |
| R.               | Nome             | da              | Modalità                |

| Cessioni         | Cessioni          | Cessioni | Cessioni                  |
| R.               | Nome              | a        | Modalità                  |
| ---------------- | ----------------- | -------- | ------------------------- |
| C                | Daniel Maldini    | Milan    | fine prestito             |
| C                | Filippo Ranocchia | Juventus | fine prestito             |
| A                | Tommaso Baldanzi  | Roma     | definitivo (10 milioni €) |
| Altre operazioni |                   |          |                           |
| R.               | Nome              | da       | Modalità                  |
| D                | Gabriele Guarino  | Modena   | prestito                  |

## Risultati

### Serie A

#### Girone di andata
| Arbitro: | Massimi (Termoli) |

|  |           |               |
|  | Marcatori | 75’ Bonazzoli |

| Arbitro: | Aureliano (Bologna) |

|                  |           |  |
| Colpani 45’, 53’ | Marcatori |  |

| Arbitro: | Ayroldi (Molfetta) |

|  |           |                       |
|  | Marcatori | 24’ Danilo 82’ Chiesa |

| Arbitro: | Sacchi (Macerata) |

|                                                                                         |           |  |
| Dybala 2’ (rig.), 55’ Sanches 8’ Grassi 35’ (aut.) Cristante 80’ Lukaku 82’ Mancini 86’ | Marcatori |  |

| Arbitro: | Marcenaro (Genova) |

|  |           |             |
|  | Marcatori | 51’ Dimarco |

| Arbitro: | Rapuano (Rimini) |

|              |           |  |
| Baldanzi 34’ | Marcatori |  |

| Arbitro: | Maresca (Napoli) |

|                          |           |  |
| Orsolini 21’, 66’, 90+2’ | Marcatori |  |

| Empoli 6 ottobre 2023, ore 18:30 CEST 8ª giornata | Empoli           | 0 – 0 referto | Udinese | Stadio Carlo Castellani (7 128 spett.)\| Arbitro: \| Fabbri (Ravenna) \| |
| Arbitro:                                          | Fabbri (Ravenna) |               |         |                                                                          |

| Arbitro: | Dionisi (L'Aquila) |

|  |           |                      |
|  | Marcatori | 21’ Caputo 81’ Gyasi |

| Arbitro: | Massimi (Termoli) |

|  |           |                                  |
|  | Marcatori | 5’, 51’ Scamacca 29’ Koopmeiners |

| Arbitro: | Manganiello (Pinerolo) |

|                             |           |            |
| Çuni 58’ A. Ibrahimović 74’ | Marcatori | 86’ Caputo |

| Arbitro: | Prontera (Bologna) |

|  |           |                 |
|  | Marcatori | 90+1’ Kovalenko |

| Arbitro: | Sozza (Seregno) |

|                                              |           |                                                      |
| Caputo 4’ (rig.) Fazzini 30’ Viña 86’ (aut.) | Marcatori | 12’ Pinamonti 22’ Henrique 66’ (rig.), 90+2’ Berardi |

| Arbitro: | Aureliano (Bologna) |

|                 |           |                 |
| Malinovskyi 37’ | Marcatori | 67’ Cancellieri |

| Arbitro: | Colombo (Como) |

|                  |           |           |
| Rafia 71’ (aut.) | Marcatori | 64’ Banda |

| Arbitro: | Marinelli (Tivoli) |

|            |           |  |
| Zapata 25’ | Marcatori |  |

| Arbitro: | Marchetti (Ostia Lido) |

|  |           |                           |
|  | Marcatori | 9’ Guendouzi 67’ Zaccagni |

| Cagliari 30 dicembre 2023, ore 15:00 CET 18ª giornata | Cagliari         | 0 – 0 referto | Empoli | Unipol Domus (16 125 spett.)\| Arbitro: \| Maresca (Napoli) \| |
| Arbitro:                                              | Maresca (Napoli) |               |        |                                                                |

| Arbitro: | La Penna (Roma 1) |

|  |           |                                                  |
|  | Marcatori | 11’ Loftus-Cheek 31’ (rig.) Giroud 88’ C. Traorè |

#### Girone di ritorno
| Arbitro: | Doveri (Roma 1) |

|                     |           |               |
| Đurić 3’ Ngonge 56’ | Marcatori | 64’ Żurkowski |

| Arbitro: | Giua (Olbia) |

|                         |           |  |
| Żurkowski 13’, 38’, 73’ | Marcatori |  |

| Arbitro: | Marinelli (Tivoli) |

|              |           |              |
| Vlahović 50’ | Marcatori | 70’ Baldanzi |

| Empoli 3 febbraio 2024, ore 15:00 CET 23ª giornata | Empoli             | 0 – 0 referto | Genoa | Stadio Carlo Castellani (10 374 spett.)\| Arbitro: \| Feliciani (Teramo) \| |
| Arbitro:                                           | Feliciani (Teramo) |               |       |                                                                             |

| Arbitro: | Mariani (Aprilia) |

|              |           |                                                      |
| Weissman 69’ | Marcatori | 23’ (aut.) Zanoli 88’ (rig.) Niang 90+4’ Cancellieri |

| Arbitro: | Pairetto (Nichelino) |

|                  |           |             |
| Niang 56’ (rig.) | Marcatori | 29’ Beltrán |

| Arbitro: | Aureliano (Bologna) |

|                                  |           |                                            |
| Pinamonti 54’ (rig.) Ferrari 77’ | Marcatori | 11’ Luperto 64’ (rig.) Niang 90+4’ Bastoni |

| Arbitro: | Rapuano (Rimini) |

|  |           |            |
|  | Marcatori | 69’ Jankto |

| Arbitro: | Sacchi (Macerata) |

|             |           |  |
| Pulisic 41’ | Marcatori |  |

| Arbitro: | Fabbri (Ravenna) |

|  |           |               |
|  | Marcatori | 90+4’ Fabbian |

| Arbitro: | Dionisi (L'Aquila) |

|                        |           |  |
| Dimarco 6’ Sánchez 81’ | Marcatori |  |

| Arbitro: | Massa (Imperia) |

|                                          |           |                   |
| Cambiaghi 6’ Cancellieri 74’ Niang 90+4’ | Marcatori | 60’, 90+1’ Zapata |

| Arbitro: | Mariani (Aprilia) |

|             |           |  |
| Sansone 89’ | Marcatori |  |

| Arbitro: | Manganiello (Pinerolo) |

|          |           |  |
| Cerri 4’ | Marcatori |  |

| Arbitro: | Fabbri (Ravenna) |

|                                |           |  |
| Pašalić 42’ (rig.) Lookman 51’ | Marcatori |  |

| Empoli 5 maggio 2024, ore 15:00 CEST 35ª giornata | Empoli          | 0 – 0 referto | Frosinone | Stadio Carlo Castellani (13 110 spett.)\| Arbitro: \| Doveri (Roma 1) \| |
| Arbitro:                                          | Doveri (Roma 1) |               |           |                                                                          |

| Arbitro: | Aureliano (Bologna) |

|                         |           |  |
| Patric 45+3’ Vecino 89’ | Marcatori |  |

| Arbitro: | Guida (Torre Annunziata) |

|                         |           |                  |
| Samardžić 90+13’ (rig.) | Marcatori | 90’ (rig.) Niang |

| Arbitro: | Massa (Imperia) |

|                             |           |             |
| Cancellieri 13’ Niang 90+3’ | Marcatori | 45+1’ Aouar |

### Coppa Italia
| Arbitro: | Prontera (Bologna) |

|           |           |                           |
| Caputo 8’ | Marcatori | 61’ Amatucci 80’ Magrassi |

## Statistiche

### Statistiche di squadra
Statistiche aggiornate al 26 maggio 2024.
| Competizione | Punti | In casa | In casa | In casa | In casa | In casa | In casa | In trasferta | In trasferta | In trasferta | In trasferta | In trasferta | In trasferta | Totale | Totale | Totale | Totale | Totale | Totale | DR  |
| Competizione | Punti | G       | V       | N       | P       | Gf      | Gs      | G            | V            | N            | P            | Gf           | Gs           | G      | V      | N      | P      | Gf     | Gs     | DR  |
| ------------ | ----- | ------- | ------- | ------- | ------- | ------- | ------- | ------------ | ------------ | ------------ | ------------ | ------------ | ------------ | ------ | ------ | ------ | ------ | ------ | ------ | --- |
| Serie A      | 36    | 19      | 5       | 5       | 9       | 15      | 23      | 19           | 4            | 4            | 11           | 14           | 31           | 38     | 9      | 9      | 20     | 29     | 54     | -25 |
| Coppa Italia | -     | 1       | 0       | 0       | 1       | 1       | 2       | 0            | 0            | 0            | 0            | 0            | 0            | 1      | 0      | 0      | 1      | 1      | 2      | -1  |
| Totale       | -     | 20      | 5       | 5       | 10      | 16      | 25      | 19           | 4            | 4            | 11           | 14           | 31           | 39     | 9      | 9      | 21     | 30     | 56     | -26 |

### Andamento in campionato
| Giornata  | 1  | 2  | 3  | 4  | 5  | 6  | 7  | 8  | 9  | 10 | 11 | 12 | 13 | 14 | 15 | 16 | 17 | 18 | 19 | 20 | 21 | 22 | 23 | 24 | 25 | 26 | 27 | 28 | 29 | 30 | 31 | 32 | 33 | 34 | 35 | 36 | 37 | 38 |
| --------- | -- | -- | -- | -- | -- | -- | -- | -- | -- | -- | -- | -- | -- | -- | -- | -- | -- | -- | -- | -- | -- | -- | -- | -- | -- | -- | -- | -- | -- | -- | -- | -- | -- | -- | -- | -- | -- | -- |
| Luogo     | C  | T  | C  | T  | C  | C  | T  | C  | T  | C  | T  | T  | C  | T  | C  | T  | C  | T  | C  | T  | C  | T  | C  | T  | C  | T  | C  | T  | C  | T  | C  | T  | C  | T  | C  | T  | T  | C  |
| Risultato | P  | P  | P  | P  | P  | V  | P  | N  | V  | P  | P  | V  | P  | N  | N  | P  | P  | N  | P  | P  | V  | N  | N  | V  | N  | V  | P  | P  | P  | P  | V  | P  | V  | P  | N  | P  | N  | V  |
| Posizione | 13 | 18 | 20 | 20 | 20 | 17 | 18 | 18 | 17 | 17 | 19 | 17 | 18 | 18 | 18 | 18 | 19 | 19 | 19 | 19 | 19 | 19 | 19 | 16 | 16 | 13 | 14 | 17 | 17 | 18 | 16 | 16 | 16 | 17 | 17 | 17 | 18 | 17 |

Legenda:

Luogo: C = Casa; T = Trasferta. Risultato: V = Vittoria; N = Pareggio; P = Sconfitta.

### Statistiche dei giocatori
| Giocatore      | Serie A  | Serie A | Serie A     | Serie A    | Coppa Italia | Coppa Italia | Coppa Italia | Coppa Italia | Totale   | Totale | Totale      | Totale     |
| Giocatore      | Presenze | Reti    | Ammonizioni | Espulsioni | Presenze     | Reti         | Ammonizioni  | Espulsioni   | Presenze | Reti   | Ammonizioni | Espulsioni |
| -------------- | -------- | ------- | ----------- | ---------- | ------------ | ------------ | ------------ | ------------ | -------- | ------ | ----------- | ---------- |
| T. Baldanzi    | 14       | 2       | 0           | 0          | 0            | 0            | 0            | 0            | 14       | 2      | 0           | 0          |
| S. Bastoni     | 16       | 1       | 3           | 0          | 0            | 0            | 0            | 0            | 16       | 1      | 3           | 0          |
| B. Bereszyński | 24       | 0       | 3           | 0          | 0            | 0            | 0            | 0            | 24       | 0      | 3           | 0          |
| E. Berisha     | 14       | -25     | 0           | 0          | 0            | 0            | 0            | 0            | 14       | -25    | 0           | 0          |
| L. Cacace      | 31       | 0       | 6           | 0          | 1            | 0            | 0            | 0            | 32       | 0      | 6           | 0          |
| N. Cambiaghi   | 37       | 1       | 3           | 0          | 0            | 0            | 0            | 0            | 37       | 1      | 3           | 0          |
| M. Cancellieri | 36       | 4       | 7           | 0          | 0            | 0            | 0            | 0            | 36       | 4      | 7           | 0          |
| E. Caprile     | 23       | -28     | 0           | 0          | 1            | -2           | 0            | 0            | 24       | -30    | 0           | 0          |
| F. Caputo      | 20       | 3       | 0           | 0          | 1            | 1            | 0            | 0            | 21       | 4      | 0           | 0          |
| A. Cerri       | 12       | 1       | 2           | 0          | -            | -            | -            | -            | 12       | 1      | 2           | 0          |
| G. Corona      | 1        | 0       | 0           | 0          | -            | -            | -            | -            | 1        | 0      | 0           | 0          |
| M. Destro      | 15       | 0       | 2           | 0          | 0            | 0            | 0            | 0            | 15       | 0      | 2           | 0          |
| T. Ebuehi      | 15       | 0       | 0           | 0          | 1            | 0            | 0            | 0            | 16       | 0      | 0           | 0          |
| E. Ekong       | 1        | 0       | 0           | 0          | 1            | 0            | 0            | 0            | 2        | 0      | 0           | 0          |
| J. Fazzini     | 31       | 1       | 5           | 0          | 0            | 0            | 0            | 0            | 31       | 1      | 5           | 0          |
| S. Goglichidze | 0        | 0       | 0           | 0          | 0            | 0            | 0            | 0            | 0        | 0      | 0           | 0          |
| A. Grassi      | 27       | 0       | 5           | 1          | 1            | 0            | 1            | 0            | 28       | 0      | 6           | 1          |
| E. Gyasi       | 33       | 1       | 8           | 0          | 1            | 0            | 1            | 0            | 34       | 1      | 9           | 0          |
| N. Haas        | 1        | 0       | 1           | 0          | 1            | 0            | 0            | 0            | 2        | 0      | 1           | 0          |
| L. Henderson   | 1        | 0       | 0           | 0          | 1            | 0            | 0            | 0            | 2        | 0      | 0           | 0          |
| A. Ismajli     | 26       | 0       | 2           | 0          | 1            | 0            | 0            | 0            | 27       | 0      | 2           | 0          |
| V. Kovalenko   | 17       | 1       | 1           | 0          | 0            | 0            | 0            | 0            | 17       | 1      | 1           | 0          |
| S. Luperto     | 38       | 1       | 4           | 0          | 1            | 0            | 0            | 0            | 39       | 1      | 4           | 0          |
| D. Maldini     | 7        | 0       | 1           | 0          | 0            | 0            | 0            | 0            | 7        | 0      | 1           | 0          |
| Y. Maleh       | 34       | 0       | 8           | 0          | 0            | 0            | 0            | 0            | 34       | 0      | 8           | 0          |
| R. Marin       | 30       | 0       | 3           | 0          | 1            | 0            | 0            | 0            | 31       | 0      | 3           | 0          |
| M. Niang       | 14       | 6       | 1           | 0          | -            | -            | -            | -            | 14       | 6      | 1           | 0          |
| S. Perisan     | 1        | -2      | 0           | 0          | 0            | 0            | 0            | 0            | 1        | -2     | 0           | 0          |
| G. Pezzella    | 19       | 0       | 4           | 0          | 1            | 0            | 1            | 0            | 20       | 0      | 5           | 0          |
| R. Piccoli     | 2        | 0       | 0           | 0          | 1            | 0            | 0            | 0            | 3        | 0      | 0           | 0          |
| F. Ranocchia   | 9        | 0       | 3           | 0          | 0            | 0            | 0            | 0            | 9        | 0      | 3           | 0          |
| S. Shpendi     | 12       | 0       | 0           | 0          | 1            | 0            | 0            | 0            | 13       | 0      | 0           | 0          |
| A. Sodero      | 1        | 0       | 0           | 0          | -            | -            | -            | -            | 1        | 0      | 0           | 0          |
| P. Stojanović  | -        | -       | -           | -          | 1            | 0            | 0            | 0            | 1        | 0      | 0           | 0          |
| S. Walukiewicz | 27       | 0       | 6           | 0          | 0            | 0            | 0            | 0            | 27       | 0      | 6           | 0          |
| S. Żurkowski   | 13       | 4       | 2           | 0          | -            | -            | -            | -            | 13       | 4      | 2           | 0          |